# Riel Campuchia
Riel (tiếng Khmer: រៀល, biểu tượng ៛, đọc như Ria, phiên âm tiếng Việt là Riên) là tiền tệ của Campuchia. Có hai loại tiền riel riêng biệt, loại thứ nhất được phát hành giữa năm 1953 và tháng 5 năm 1975, và loại thứ hai kể từ ngày 1 tháng 4 năm 1980. Ở Campuchia, dollar Mỹ cũng được sử dụng rộng rãi.
Giữa năm 1975 và 1980, quốc gia này không có hệ thống tiền tệ. Xem Lịch sử Campuchia.
Để biết thêm các đồng tiền sớm hơn có mặt tại Campuchia, xem tical Campuchia và franc Campuchia.

## Tiền riel đầu tiên 1953-1975
Năm 1953, chi nhánh tại Campuchia của Institut d'Emission des Etats du Cambodge, du Laos et du Vietnam đã phát hành tiền giấy đặt hai tên gọi là piastre và riel. Đồng thời, hai chi nhánh khác cũng có hành động tương tự với đồng ở Nam Việt Nam và kip ở Lào. Tiền riel đầu tiên được chia ra 100 centimes (viết tắt cent. trên đồng xu) nhưng đồng xu này năm 1959 đã được đổi thành 100 sen. Trong những năm đầu, hai loại tiền là riel và piastre cùng lưu hành song song. Thực ra, các đồng bạc giấy riel đầu tiên cũng được đặt tên gọi tên bằng piastre.

### Tiền xu
Các loại tiền xu mệnh giá 10, 20 và 50 centime của năm 1953 và sen được đúc bằng nhôm và có kích thước giống với các đồng tiền xu kim loại tương ứng của Lào và Nam Việt Nam (dù xu của Lào không có lỗ). Xu 1 riel có kích thước của một US nickel và đã được phát hành năm 1970 nhưng đã không được đưa ra dùng, có lẽ do việc lật đổ chính quyền của Norodom Sihanouk của Lon Nol.

### Tiền giấy
Sau khi phát hành tiền giấy đề tên cả riel và piastre (gần như khớp với các đồng tiền ở Lào và Nam Việt Nam), một đồng riel thực sự độc lập đã được phát hành bởi Ngân hàng Quốc gia Campuchia vào năm 1955. Campuchia đã phát hành nhiều xê ri tiền giấy có mệnh giá 1, 5, 10, 20, 50, 100 và 500 riel. Tiền giấy 1000 và 5000 riel được in nhưng đã không được phát hành để lưu thông. Tờ 5000 riel vừa mới ra ( Lưu trữ ngày 9 tháng 1 năm 2008 tại Wayback Machine) với thiết kế về cuộc sống, lịch sử và thần thoại Campuchia.

## Khmer Đỏ 1975-1980
Dù Khmer Đỏ đã in tiền giấy (mệnh giá 0.1, 0.5, 1, 5, 10, 50 và 100 riel, năm 1975) các đồng tiền giấy này đã không được phát hành do tiền đã bị bãi bỏ sau khi Khmer Đỏ kiểm soát quốc gia này.

## Riel thứ 2, 1980-
Sau khi Việt Nam đánh lui Khmer Đỏ năm 1978, đồng riel đã được tái lập làm tiền tệ Campuchia vào ngày 1 tháng 4 năm 1980, ban đầu với giá trị 4 riel = 1 dollar Mỹ. Đồng riel có các đơn vị nhỏ hơn, 1 riel bằng 10 kak hay 100 sen. Do không có tiền để thay thế và do nền kinh tế lúc này đang đỗ vỡ nghiêm trọng, chính quyền trung ương đã phát tiền cho dân chúng để khuyến khích người dân sử dụng.
Ở các khu vực nông thôn, tiền riel được sử dụng trên thực tế cho các hoạt động mua bán. Tuy nhiên, dollar Mỹ cũng được sử dụng, đặc biệt ở các vùng đô thị và khu du lịch. Ở Battambang và những khu vực khác gần biên giới Thái Lan, như Pailin, baht Thái cũng được chấp nhận.

### Tiền xu
Các đồng tiền xu đầu tiên là xu 5 sen đúc năm 1979 bằng nhôm. Không có loại đồng xu nào được đúc cho đến năm 1994, khi các xu có mệnh giá 50, 100, 200, và 500 riel đã được giới thiệu. Tuy nhiên, chúng không được lưu hành phổ biến.

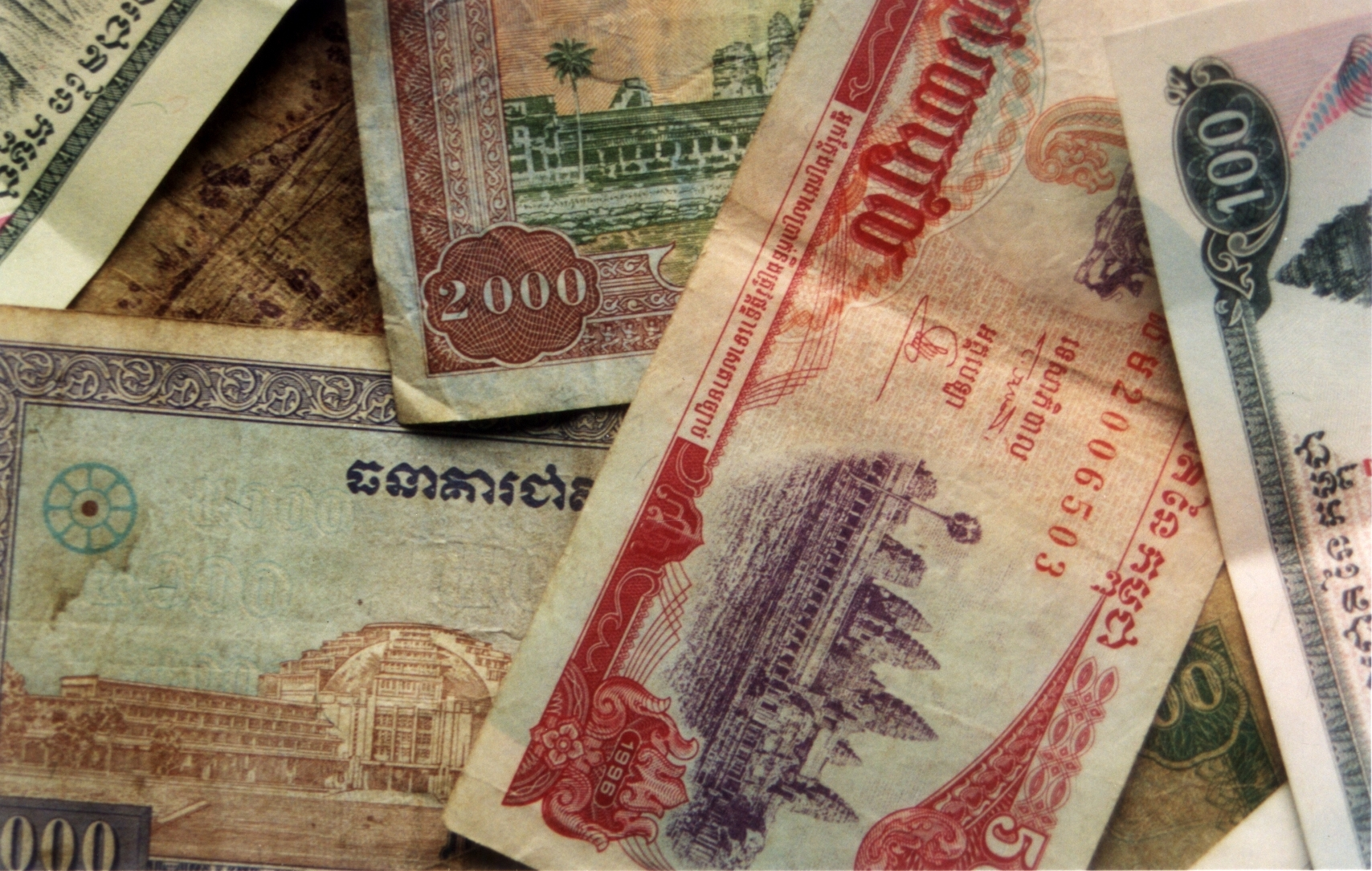
Nhiều loại Riel khác nhau phát hành từ năm 2000

### Tiền giấy
Tiền giấy đã được phát hành năm 1980 với cách mệnh giá 1, 2 và 5 kak, 1, 5, 10, 20 và 50 riel. Các tờ bạc giấy sau này có mệnh giá lên đến 100.000 riel. Tuy nhiên, bạc giấy trên 10.000 riel thì ít phổ biến hơn. Xê ri các tờ bạc giấy dần được giới thiệu gần đây từ năm 2001-2002 là 50, 100, 500, 1000, 2000, 5000, 10.000, 50.000 riel (100.000 riel hiện tại đã rút khỏi lưu thông và trở thành tiền kỷ niệm).